# Giovanni Arruzzolo
Giovanni Arruzzolo (Rosarno, 30 marzo 1960) è un politico italiano.

## Biografia
Fin dal 1979 lavora per il Ministero per i beni e le attività culturali, in particolare presso gli Archivi di Stato di Reggio Calabria e Lucca e la Soprintendenza Archeologica della Calabria, dove attualmente ricopre il ruolo di Direttore amministrativo-economico-finanziario del Museo Archeologico di Medma, situato a Rosarno. 
Nel 1988 si laurea in Scienze politiche presso l'Università degli Studi di Messina.
È sposato e ha un figlio.

## Attività politica
Inizia la sua carriera politica nelle file della Democrazia Cristiana, con la quale alle elezioni amministrative del 1986 è eletto consigliere comunale di Rosarno, venendo nominato assessore con delega alle Attività produttive e alla Polizia municipale.
Nel 2005 riprende la propria attività politica come componente della segreteria particolare del Presidente della Regione Calabria Agazio Loiero. L'anno successivo aderisce all'UDEUR di Clemente Mastella, di cui nel 2008 diventa vicesegretario provinciale di Reggio Calabria.
Alle elezioni amministrative del 2006 si candida al consiglio provinciale di Reggio Calabria, tra le iste dell'UDEUR nel collegio di Rosarno a sostegno del candidato presidente del centro-sinistra Giuseppe Morabito, dove ottiene 1.519 preferenze (14,61%) ma non viene eletto consigliere provinciale.
Nel 2010 passa all'Unione di Centro di Pier Ferdinando Casini, divenendone commissario comunale di Rosarno.
Alle elezioni amministrative del 2011 viene eletto questa volta consigliere provinciale di Reggio Calabria nella lista Scopelliti Presidente nel collegio di Rosarno, ottenendo il 28%. Il 2 agosto 2012 viene nominato assessore con deleghe a Lavoro, formazione professionale e sviluppo delle aree costiere nella giunta provinciale di centro-destra presieduta da Giuseppe Raffa, rimanendo in carica fino all'ottobre 2014.
Nel 2013 aderisce al Nuovo Centrodestra (NCD) guidato da Angelino Alfano.
Alle elezioni regionali in Calabria del 2014 si candida a consigliere regionale per la circoscrizione di Reggio Calabria nella lista del Nuovo Centrodestra a sostegno del candidato presidente Nico D'Ascola, risultando eletto con 5951 preferenze. Diventa poi capogruppo del Nuovo Centrodestra in Consiglio regionale.
A seguito della trasformazione di NCD in Alternativa Popolare e le alterne vicende del partito, nel 2019 aderisce a Forza Italia, con la quale si ricandida alle elezioni regionali in Calabria del 2020 a sostegno della candidata presidente di centrodestra Jole Santelli, risultando eletto nella circoscrizione Sud con 8.649 preferenze. Il 28 novembre 2020 viene eletto presidente del Consiglio regionale della Calabria, in sostituzione del dimissionario Domenico Tallini.
Alle elezioni regionali in Calabria del 2021 si ricandida nelle liste di Forza Italia a sostegno del candidato presidente di centro-destra Roberto Occhiuto venendo rieletto nella medesima circoscrizione con 13.600 preferenze. Diventa poi capogruppo di Forza Italia in Consiglio regionale.
Alle elezioni politiche anticipate del 2022 si candida alla Camera dei deputati nel collegio uninominale Calabria - 04 (Vibo Valentia), sostenuto dalla coalizione di centro-destra in quota Forza Italia, risultando eletto deputato con il 48,81% dei voti e superando i candidati del Movimento 5 Stelle Riccardo Tucci (21,96%) e del centro-sinistra, in quota Impegno Civico-Centro Democratico, Dalila Nesci (15,46%). Nella XIX legislatura è componente della 13ª Commissione Agricoltura, della Commissione parlamentare per le questioni regionali e della Commissione parlamentare per la semplificazione.